# Enpinanga
Enpinanga este un gen de molii din familia Sphingidae. 

## Specii
- Enpinanga assamensis - (Walker 1856)
- Enpinanga borneensis - (Butler 1879)
- Enpinanga vigens - (Butler 1879)

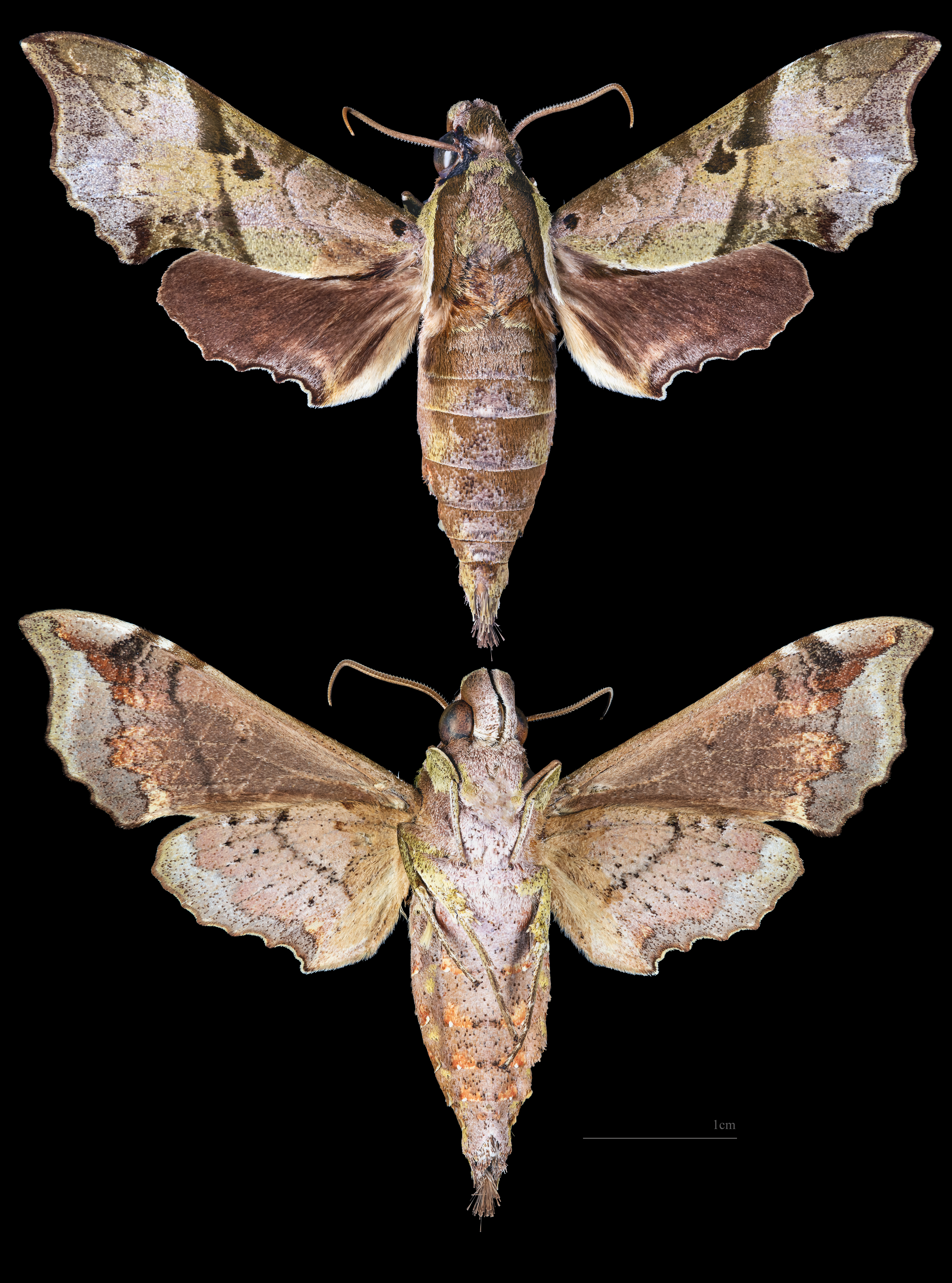
Enpinanga assamensis
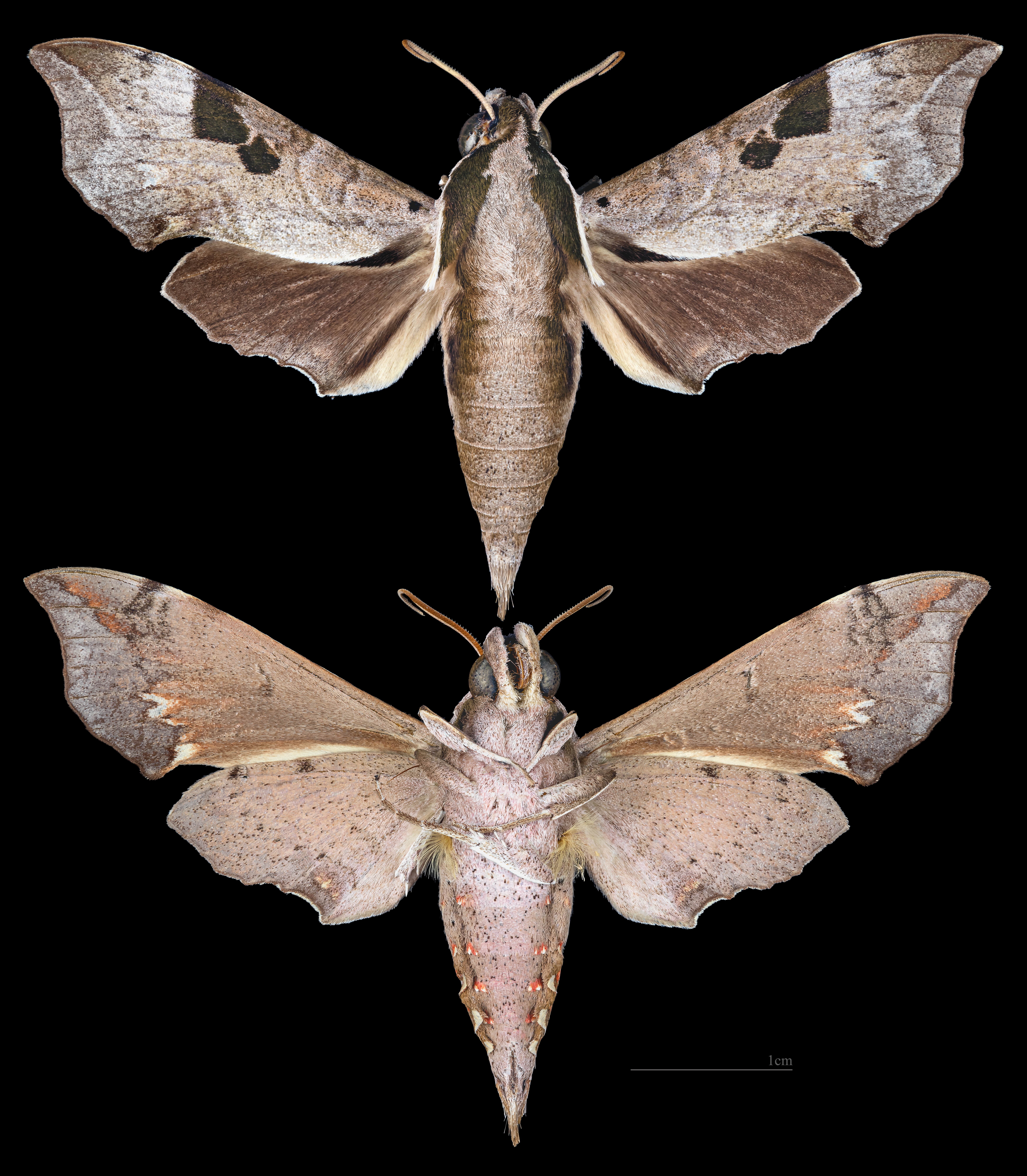
Enpinanga borneensis